# Cordylochernes fallax
Espèce
Cordylochernes fallax est une espèce de pseudoscorpions de la famille des Chernetidae.

## Distribution
Cette espèce est endémique du Veracruz au Mexique.

## Publication originale
- Beier, 1933 : Pseudoskorpione aus Mexiko. Zoologischer Anzeiger, vol. 104, p. 91-101.